# IBM 5120

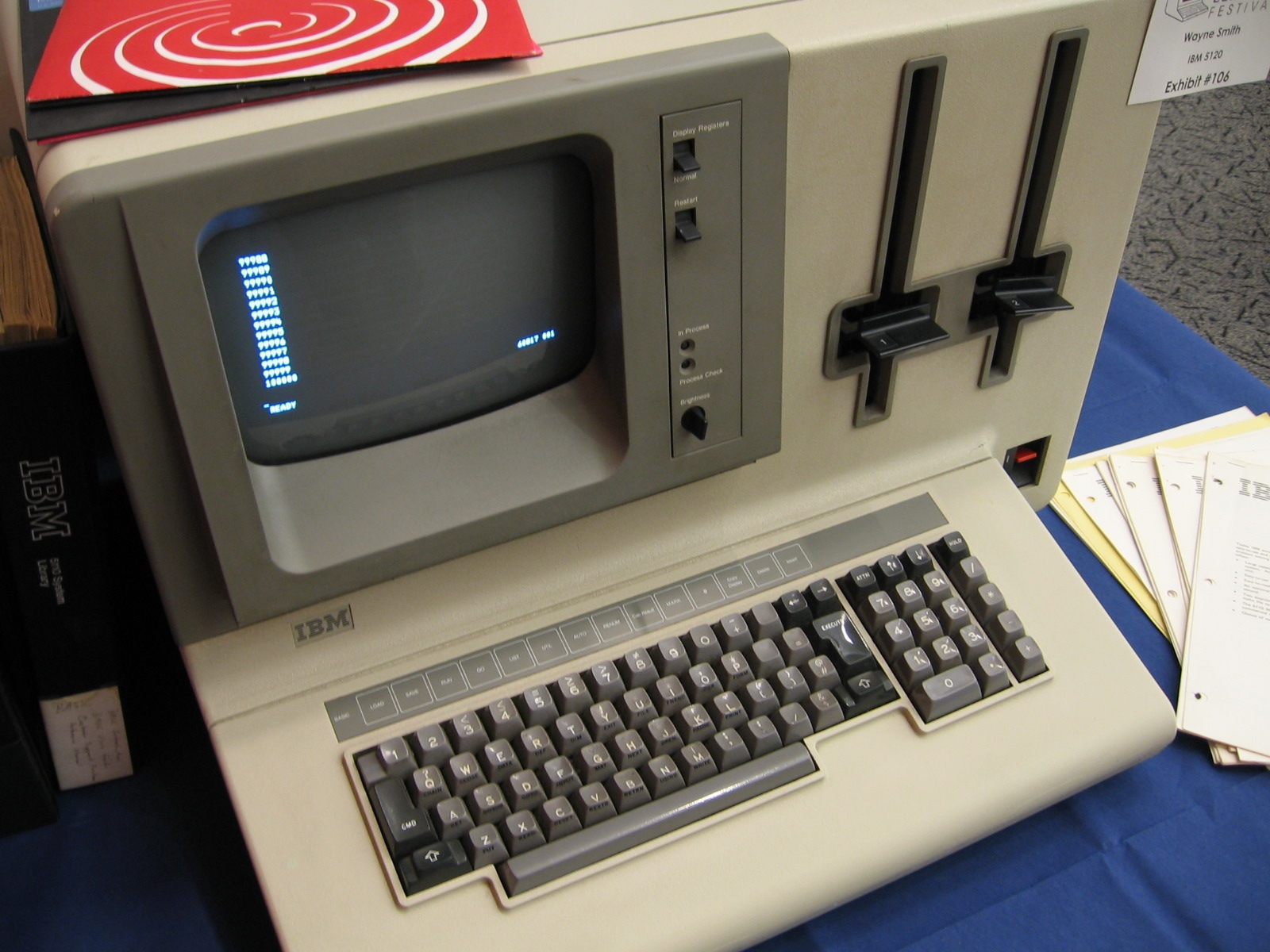
Un 5120 funcionando.

El Sistema de Computación IBM 5120 (a veces denominado como el IBM 5110 Modelo 3) se anunció en febrero de 1980 como la continuación del Sistema de Computación IBM 5110, de escritorio. Presentaba dos unidades de disquete integradas de 1,2 MB de 8 pulgadas, monitor monocromático de 9 pulgadas, 32K RAM y una unidad independiente IBM 5114 opcional con dos unidades de disquete de 1,2 MB de 8 pulgadas adicionales. El sistema se vendió con los lenguajes APL y BASIC en ROM, y se proporcionó un interruptor de palanca en el panel frontal para seleccionarlos. APL permitió que numeroso software comercial escritos en miniordenadores IBM se ejecutaran en el 5120.

## Descripción
Se lanzó en 1980 como la computadora empresarial de IBM de menor precio hasta la fecha. Dependiendo de las opciones, los precios generales del sistema oscilaron entre $9340 y $23.990. Para enfatizar su imagen de oficina, IBM lanzó en ese mismo año 6 nuevos programas: inventario de tareas, facturación, nómina, cuentas por pagar, cuentas por cobrar y contabilidad del libro mayor.
Aparte de la pantalla más grande y los beneficios de rendimiento con respecto a su predecesor, el diseño del IBM 5120 incorporó varias ventajas de usabilidad:
- 'Huella' reducida que requiere menos espacio en el escritorio
- Deslumbramiento reducido en el monitor, el teclado y las superficies del equipo
- Facilidad de manipulación/traslado basada en el tratamiento de la base
- Carga estática reducida en brazos y hombros debido al reposamanos del teclado

Por sus características de usabilidad y apariencia, el IBM 5120 fue reconocido con dos importantes premios de diseño industrial y se describió con términos como «limpio, bien pensado»; «Los detalles sutiles muestran un gran cuidado en la inmplementación»; y «parece calidad».
IBM no ofreció una LAN o unidad de disco duro para estos sistemas. Sin embargo, en 1981 Hal Prewitt, fundador de Core International, Inc. inventó y comercializó los primeros y únicos subsistemas de disco duro del mundo, y «CoreNet», una LAN utilizada para compartir programas y datos para los sistemas IBM 5110 y 5120. En 1984, Core introdujo PC51, un software que permitía que los programas informáticos de la serie 5100 escritos en BASIC se ejecutaran sin modificaciones en los IBM PC y compatibles bajo PC DOS y compartir programas y datos en CoreNet, la LAN para todos estos modelos.

## Trivia
Aunque el autoproclamado viajero del tiempo John Titor afirma que necesita un IBM 5100 para superar un error de Unix que ocurrió en 2038, en realidad se llevó este modelo, el IBM 5120, con él al futuro (o eso dice).